# Запис јасен код школе (Горњи Катун)
Запис јасен код школе (Горњи Катун) се налази на парцели чији је власник Основна школа "Јован Курсула".

## Локација
| Општина             | Варварин                                                                    |
| Катастарска општина | Горњи Катун                                                                 |
| Потес               | Маршала Тита                                                                |
| Координате          | 43° 44′ 18″ С; 21° 21′ 36″ И / 43.738399999999999° С; 21.359999999999999° И |
| Надморска висина    | m                                                                           |

## Карактеристике
Дендрометријске вредности утврђене на терену и сателитским снимцима:
| Стабло                     | Јасен |
| Висина стабла              | m     |
| Обим дебла                 | m     |
| Пречник крошње             | 11m   |
| Пречник дебла              | m     |
| Висина дебла до прве гране | m     |

## База записа
Запис је у оквиру Викимедија пројекта "Запис - Свето дрво" заведен под редним бројем 0539.